# Kanton Cherbourg-en-Cotentin-2
Der Kanton Cherbourg-en-Cotentin-2 (früher Cherbourg-Octeville-2) ist seit 2015 ein französischer Wahlkreis im Arrondissement Cherbourg, im Département Manche und in der Region Normandie; sein Hauptort ist Cherbourg-en-Cotentin.

## Gemeinden
Zum Kanton Cherbourg-en-Cotentin-2 gehört der südöstliche Teil der Stadt Cherbourg-en-Cotentin.

## Veränderungen im Gemeindebestand seit der landesweiten Neuordnung der Kantone
2016: Fusion Cherbourg-Octeville, Équeurdreville-Hainneville (Kanton Équeurdreville-Hainneville), La Glacerie, Querqueville (Kanton La Hague) und Tourlaville (Kanton Tourlaville) → Cherbourg-en-Cotentin